# استرمبرگ
استرمبرگ (انگلیسی: Strömberg) شرکت خدمات مهندسی برق فنلاندی است، که در سال ۱۸۸۹ تأسیس شد.